# Riba de Saelices
Riba de Saelices é um município da Espanha na província de Guadalajara, comunidade autónoma de Castilla-La Mancha, de área km² com população de 142 habitantes (2007) e densidade populacional de 2,53 hab/km².

## Demografia
| Variação demográfica do município entre 1991 e 2004 | Variação demográfica do município entre 1991 e 2004 | Variação demográfica do município entre 1991 e 2004 | Variação demográfica do município entre 1991 e 2004 |
| --------------------------------------------------- | --------------------------------------------------- | --------------------------------------------------- | --------------------------------------------------- |
| 1991                                                | 1996                                                | 2001                                                | 2004                                                |
| 165                                                 | 197                                                 | 160                                                 | 168                                                 |